# Harald Hansen (tornász)
Harald Sigvard Hansen (Halden, 1884. október 30. – 1956. március 6.) olimpiai ezüstérmes norvég tornász.
Az 1908. évi nyári olimpiai játékokon tornában összetett csapatversenyben ezüstérmes lett.
Klubcsapata a Fredrikshalds Turnforening volt.